# Amalia Sartori

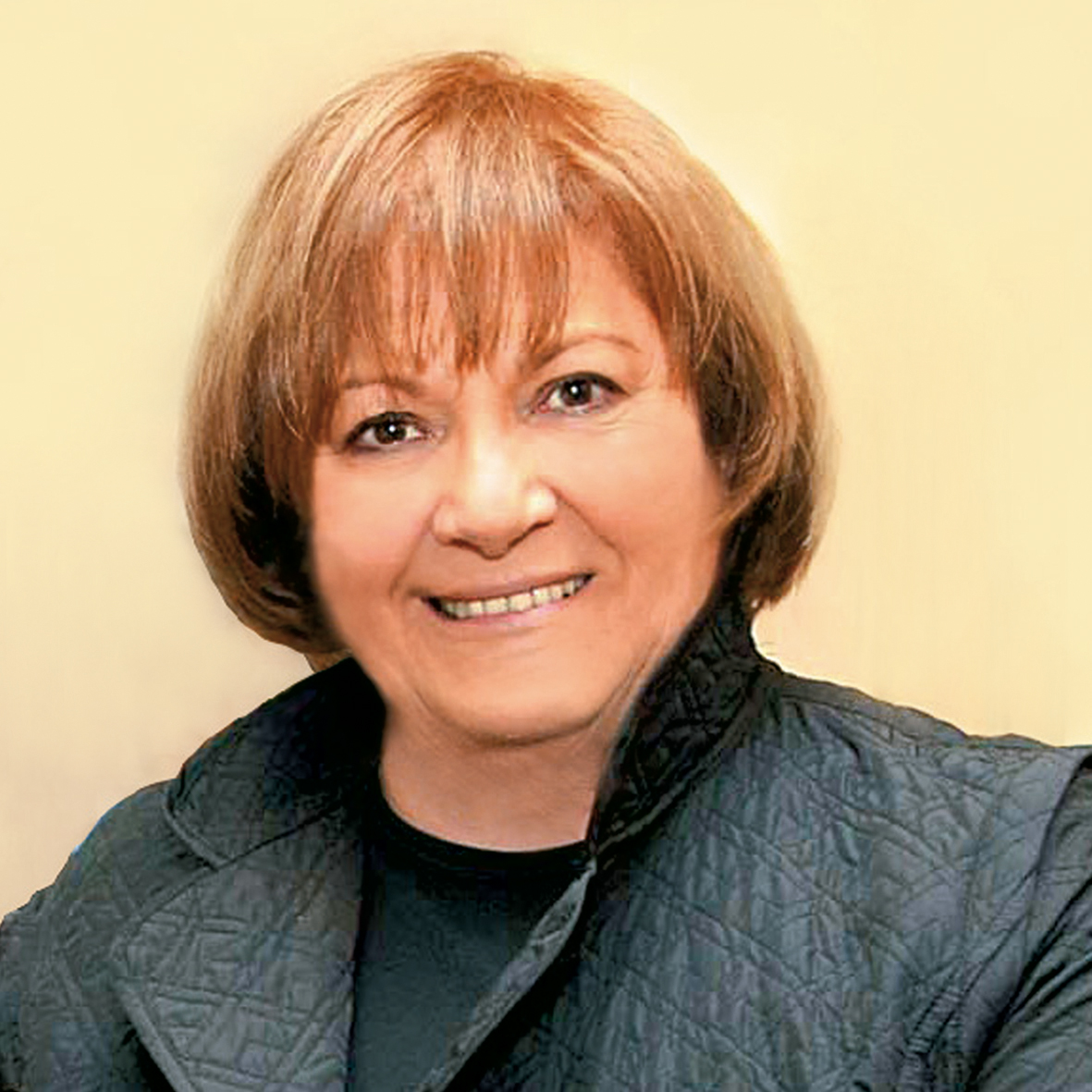
Amalia Sartori

Amalia Sartori (* 2. August 1947 in Valdastico) ist eine italienische Politikerin der Popolo della Libertà, ehemals Forza Italia.

## Leben
Sartori erwarb das Doktorat in Philologie und arbeitete mehrere Jahre lang als Lehrerin. Sie war danach Assessorin für Straßeninfrastrukturen und Verkehr in der Regionalregierung von Venetien, Präsidentin des Internationalen Flughafens Venedig und Vorsitzende des Interregionalen Bündnisses zwischen den Regionen Venetien, Emilia-Romagna und Piemont für die Verwaltung des Wasserstraßennetzes Poebene-Venetien. Von 1990 bis 1993 war sie Vizepräsidentin der Regionalregierung von Venetien, von 1995 bis 2000 war sie Präsidentin des Regionalrats.
Sartori ist seit 1999 Mitglied des Europäischen Parlaments. Dort war sie von 2002 bis 2004 stellvertretende Vorsitzende der Delegation im Gemischten Parlamentarischen Ausschuss zwischen der EU und Bulgarien und von 2007 bis 2009 stellvertretende Vorsitzende der Delegation für die Beziehungen zur Parlamentarischen Versammlung der NATO. Seit dem 26. Januar 2012 ist sie Vorsitzende des Ausschusses für Industrie, Forschung und Energie.
Daneben ist sie in der Periode 2009 bis 2014 Stellvertretende Vorsitzende in der Delegation in der Parlamentarischen Versammlung Europa-Lateinamerika. 
Sie ist Mitglied in der Konferenz der Ausschussvorsitze und der Delegation für die Beziehungen zu den Ländern der Andengemeinschaft. 
Als Stellvertreterin ist sie im Ausschuss für Beschäftigung und soziale Angelegenheiten und in der Delegation für die Beziehungen zu den Vereinigten Staaten.